# Ligne G du métro de New York
 (janvier 2022).
Pour les articles homonymes, voir Ligne G.
La G Brooklyn–Queens Crosstown Local est une ligne (au sens de desserte ou service en anglais) du métro de New York qui circule sur l'IND Crosstown Line et l'IND Culver Line, issues de l'ancien Independent Subway System (IND) dans Brooklyn et dans le Queens.

## Histoire

Ancien icône de la ligne G de 1967 jusqu'en 1979.

La desserte G fonctionne en omnibus (local) et son tracé, qui ne comporte que 21 stations et commence dans le Queens, au niveau de la station Court Square puis se termine à Brooklyn à la station Church Avenue. La ligne originelle fut inaugurée le 19 août 1933. Dans la partie nord de la ligne, elle suit le tracé de la Manhattan Avenue de Brooklyn.

## Tracé et stations

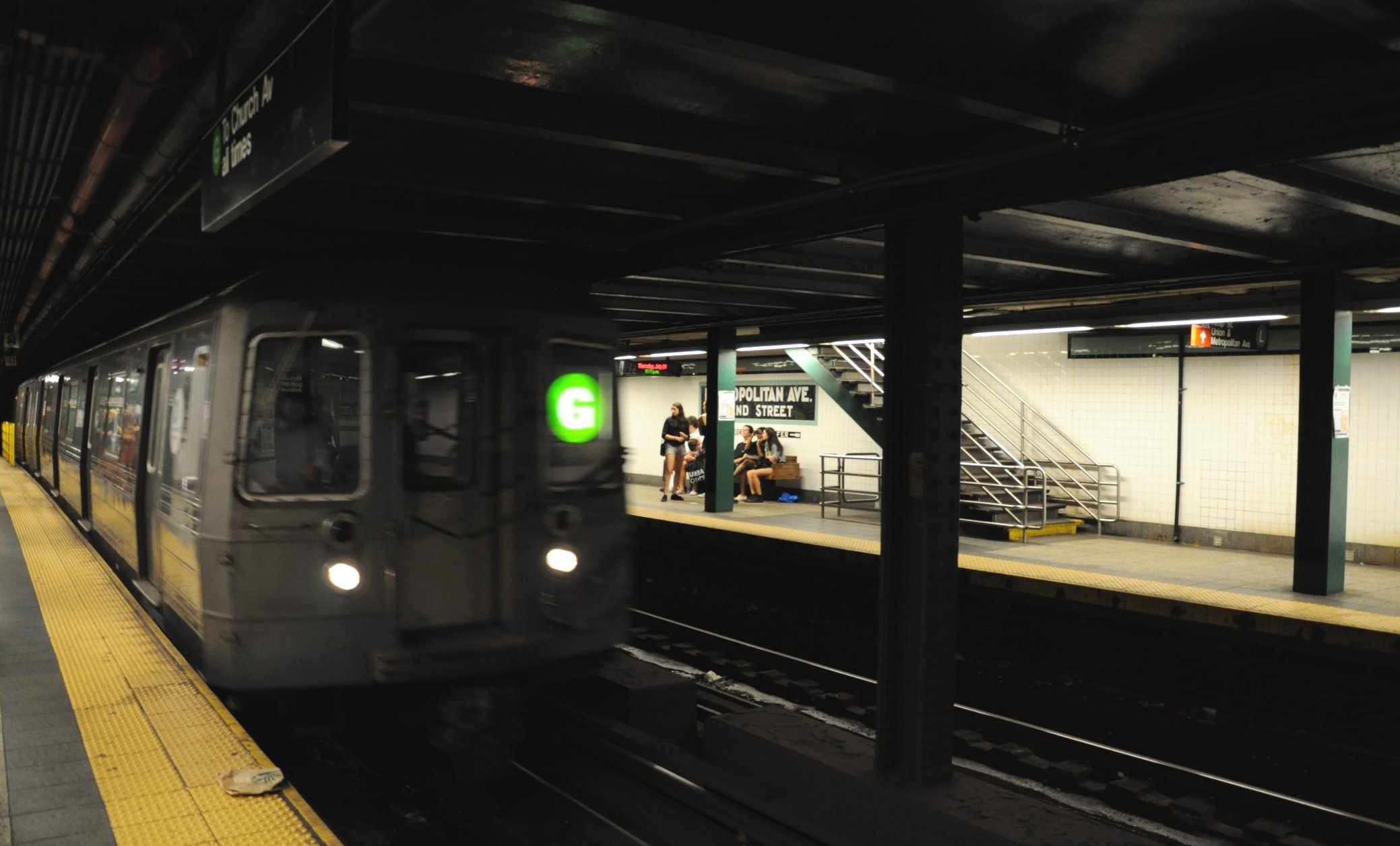
Une rame R68 de la ligne G du métro de New York à la station Metropolitan Avenue.

| Légende | Légende                                                   |
| ------- | --------------------------------------------------------- |
|         | Sert toujours cette station                               |
|         | Sert toujours cette station, sauf la nuit                 |
|         | Service limité                                            |
|         | Sert cette station durant la nuit                         |
|         | Sert toujours cette station, sauf aux heures de pointe    |
|         | Sert cette station durant les heures de points            |
|         | Sert cette station durant la semaine                      |
|         | Sert cette station durant la nuit et les fins de semaines |
|         | Sert cette station durant les fins de semaines            |

|          | Station                     | Horaires | Correspondances             |
| -------- | --------------------------- | -------- | --------------------------- |
| Queens   |                             |          |                             |
|          | Court Square                | Toujours | (7) · (<7>) · (E) · (M)     |
|          | 21st Street                 | Toujours |                             |
| Brooklyn |                             |          |                             |
|          | Greenpoint Avenue           | Toujours |                             |
|          | Nassau Avenue               | Toujours |                             |
|          | Metropolitan Avenue         | Toujours | (L)                         |
|          | Broadway                    | Toujours |                             |
|          | Flushing Avenue             | Toujours |                             |
|          | Myrtle-Willoughby Avenues   | Toujours |                             |
|          | Bedford–Nostrand Avenues    | Toujours |                             |
|          | Classon Avenue              | Toujours |                             |
|          | Clinton–Washington Avenues  | Toujours |                             |
|          | Fulton Street               | Toujours |                             |
|          | Hoyt–Schermerhorn Streets   | Toujours | (A) · (C)                   |
|          | Bergen Street               | Toujours | (F)                         |
|          | Carroll Street              | Toujours | LIRR                        |
|          | Smith–Ninth Streets         | Toujours | (F)                         |
|          | Fourth Avenue               | Toujours | (F) · (D) · (N) · (R) · (W) |
|          | Seventh Avenue              | Toujours | (F)                         |
|          | 15th Street – Prospect Park | Toujours | (F)                         |
|          | Fort Hamilton Parkway       | Toujours | (F)                         |
|          | Church Avenue               | Toujours | (F)                         |

## Exploitation

### Desserte
La ligne fonctionne tous les jours, 24h/24h. L'intervalle moyen en heure de pointe est de 5 minutes entre deux rames. Et jusqu’à 12 minutes en heure creuse. Le temps de trajet moyen entre Court Square et Church Avenue est de 37 minutes.

## Projets

### Amélioration du service
Avec la fermeture partielle de la ligne L depuis 2019 et la popularité récente des quartiers qu’elle traverse, la ligne G a connu un regain de popularité ces dernières années. Cela a entrainé la MTA a investir notamment dans des trains plus longs (8 ou 10 voitures au lieu de 4) et des fréquences de passages plus élevées.

### Extension à Coney Island?
Le service G a pour terminus sud officiel Church Avenue mais la ligne F, continue sur l’IND Culver Line jusqu’à Coney Island. Beaucoup de voyageurs de la ligne F la trouvent trop lente et peu efficace. Une extension de partielle en locale de la ligne G jusqu’à Coney Island pour permettre de laisser la ligne F être exploitée en express pendant les heures de pointe est parfois évoquée, surtout que la ligne G a déjà comme terminus Coney Island en cas d’incidents ou d’interruption de service sur la ligne F.

## Dans la culture populaire
• La ligne G est présente dans la série télévisée Girls, où le personnage principal, Hannah, vit à Greenpoint et utilise parfois la ligne.
• La ligne G est aussi le sujet de la chanson “G train” par Thirdstory.